# Stella Awards
Stella Awards – antynagroda przyznawana w latach 2002–2007 za „najbardziej szalone, oburzające i absurdalne” procesy sądowe.
Nagroda wzięła swą nazwę od Stelli Liebeck, która w 1992 roku poparzyła się wylanym sobie na kolana kubkiem kawy zakupionej w restauracji McDonald's. W ramach oględzin lekarskich stwierdzono u niej oparzenia trzeciego stopnia na 16% powierzchni ciała. Sąd w Nowym Meksyku przyznał jej 2,9 miliona dolarów odszkodowania.